# Egy ropi naplója: A nagy kiruccanás (film)
Az Egy ropi naplója - A nagy kiruccanás (Diary of a Wimpy Kid: The Long Haul) amerikai ifjúsági vígjáték David Bowers rendezésében.

## Ismertető
|  | Alább a cselekmény részletei következnek! |

A Heffley családnak az autós nyári vakáción semmi sem sikerül. Az egész egy teljesen normális családi kiruccanásnak indul, ám végül egy teljesen őrült kaland lesz: A család: Susan, az anya, Frank, az apa, Rodrick, a báty, Greg, a középső gyerek, és Manny a kisöcs nekivágnak a dolognak, de egészen elképesztő módon semmi sem sikerül nekik. Furán töltik a vakációt, de élvezik. De akkor főleg örülni fognak, hogyha talán egyszer hazaérnek.
|  | Itt a vége a cselekmény részletezésének! |

## Szereplők
| Színész                        | Szerep           | Magyar hang       |
| ------------------------------ | ---------------- | ----------------- |
| Alicia Silverstone             | Susan Heffley    | Szávai Viktória   |
| Tom Everett Scott              | Frank Heffley    | Csőre Gábor       |
| Jason Drucker                  | Greg Heffley     | Tóth Márk         |
| Charlie Wright                 | Rodrick Heffley  | Jéger Zsombor     |
| Owen Asztalos                  | Rowley Jefferson | Kálmán Barnabás   |
| Dylan Walters és Wyatt Walters | Manny Heffley    | Vida Bálint       |
| Chris Coppola                  | Mr. Beardo       | Thúróczy Szabolcs |

## Érdekességek
- Ebben a filmben teljesen mások a szereplők, mint az előző filmekben.
- Rowley a filmben nagyobb szerepet kap, mint a könyvben, amiben csak egy visszatekintésben jelenik meg.
- A filmet 2016 szeptembere, és novembere között forgatták.
- Jeff Kinney is kifejezte érdeklődését a film animációjának elkészítésében.[4]

## Filmzene
A filmben több népszerű dal is hallható. Felcsendül például a Wannabe a Spice Girls-től, vagy a Freedom Pitbull-tól. Rajtuk kívül még Green Day (Heebie Let Yourself Go), 5 Seconds of Summer (Permanent Vacation), Me First and the Gimme Gimmes (Take Me Home Country Roads) és Bruno Mars (Count On Me) egy-egy dala is szerepet kapott.